# Huynh Cong Ut
Huỳnh Công Út, o Nick Ut (nació el 29 de marzo de 1951 en Long An) es un fotógrafo vietnamita-estadounidense de Associated Press que trabajó fuera de Los Ángeles (California). Su trabajo más conocido es la fotografía ganadora del premio Pulitzer, una foto de la niña Phan Thị Kim Phúc, de 9 años, cuando corría desnuda hacia la cámara, mientras escapaba de un ataque cercano de napalm en Trang Bang, durante la guerra del Vietnam. En 2025, después del estreno del documental The Stringer, en el que se cuestiona la autoría de la foto de la niña del napalm, World Press Photo decidió suspender la atribución de autoría a Ut.

## Biografía
Nació en Long An, Vietnam, Ut comenzó a tomar fotografías para la Associated Press (AP) cuando contaba 14 años, justo después de que su hermano mayor, Huynh Thanh My, otro fotógrafo de AP, fuese asesinado en Vietnam. El propio Ut fue herido tres veces en la guerra. Desde entonces, ha trabajado para AP en Tokio (Japón), Corea del Sur y Hanói.
Trabaja para AP, en su oficina de Los Ángeles. Es ciudadano estadounidense, está casado y tiene dos niños. Mantiene contacto con Phan Thị Kim Phúc, cuya foto lo hizo famoso, quien obtuvo la nacionalidad canadiense y reside en Toronto.

## Historia de una foto
Antes de enviar la película con la foto, Ut llevó a Kim Phuc hasta el hospital. AP retrasó la edición de la foto por el debate que se suscitó sobre las fotos de desnudos, en vista frontal, hasta que se solicitó una excepción dado que el valor de la noticia eliminaba cualquier reserva sobre la fotografía del desnudo.
Aparecieron cintas de audio en las que Richard Nixon en una conversación con su jefe de gabinete, H. R. Haldeman, en las que el entonces presidente dudó de la veracidad de la imagen, sugiriendo que podía haber sido «retocada».
Tras conocer este dato Ut comentó que «la fotografía era tan auténtica como lo fue el mismo Vietnam, un horror que no necesitaba ser retocado».